# Pan troglodytes schweinfurthii
O chimpanzé-oriental ou chimpanzé-do-leste-africano (Pan troglodytes schweinfurthii) é uma das quatro subespécies de chimpanzé-comum, o animal vivo mais parecido com o homem, junto com o bonobo. É a subespécie de chimpanzé-comum mais abundante e estendida de hominídeos não-humanos. Vive na República Centro-africana, República Democrática do Congo, Sudão do Sul, Uganda, Ruanda, Burundi, Tanzânia e Zâmbia. As suas principais ameaças de extinção são a caça ilegal e a destruição do habitat.